# 斯特凡·谢罗夫斯基
斯特凡·谢罗夫斯基（英語：Stefan Szczurowski，1982年4月17日—）是一名出生于珀斯的澳大利亚前男子赛艇运动员。他曾代表国家参加2004年夏季奥林匹克运动会，获得男子八人单桨有舵手铜牌。